# 북카리브 자치구

북카리브 자치구의 위치

북카리브 자치구(스페인어:  Región Autónoma de la Costa Caribe Norte), 예전 이름 북아틀란티코 자치구(스페인어: Región Autónoma del Atlántico Norte, RAAN)는 니카라과 북동부에 위치한 자치구로 행정 중심지는 푸에르토카베사스이며 면적은 32,159km2, 인구는 249,700명(2005년 기준)이다. 동쪽으로는 대서양과 접하며 8개 지방 자치체를 관할한다.

주기
주 문장

## 같이 보기
- 남카리브 자치구